# Élevage ovin en Espagne
L'élevage ovin en Espagne a une place importante dans l'histoire économique du pays.
Pendant plusieurs siècles, l'Espagne dominera la production de laine fine en Europe grâce au Mérinos, mouton arrivé dans le pays lors de la conquête des Maures. Avec la prise de contrôle de plus en plus importante des associations d'éleveurs (la Mesta de Castille étant la plus connue) et le développement des transhumances sur de longues distances, les troupeaux ovins vont modeler le paysage espagnol et apporter de nombreuses richesses au royaume. L'apogée de cet âge d'or a lieu aux XVe et XVIe siècles. Mais ce monopole aura de graves conséquences sur le développement de l'agriculture du pays.
Au XVIIe siècle, le commerce de la laine stagne, et les guerres et les troubles politiques n'arrangent pas la situation. Au XVIIIe siècle, le pays commence à exporter ses Mérinos ; jusqu’alors, la race était protégée. Il a longtemps été interdit de sortir des animaux du pays sous peine de mort.
Au XIXe siècle, l'Espagne perd définitivement son monopole. Entre la guerre d'indépendance, le développement de la concurrence internationale (Australie, Nouvelle-Zélande) et l'arrivée de nouveaux produits meilleur marché (coton, textiles synthétiques), la filière ovine espagnole va suivre un long et lent déclin. La situation au XXe siècle ne s'améliorera pas ; entre la Première guerre mondiale, le franquisme et l'exode rural, l'élevage ovin a du mal à se moderniser. L'Espagne est d'ailleurs en retard dans son développement économique par rapport aux autres pays européens.
C'est à partir de 1980, grâce aux aides financières de l’État et de la P.A.C. que la filière ovine va renaître. Dorénavant axée sur la production de viande et de lait, la filière va peu à peu se professionnaliser et alimenter le marché international. Au XXIe siècle, l'Espagne est le premier pays de l'Union européenne en matière de population ovine et en 2020, elle est le 5e producteur de lait de brebis au monde.

## Historique

### Débuts et conquête des Maures
Peu de choses sont connues sur l'élevage ovin dans la péninsule ibérique durant l'Antiquité. Quelques références datant de l'époque romaine citent de la production de laine fine, d'une couleur brun-rouge, dans les anciennes provinces de Turdetania (es) et de Bétique, correspondant à la vallée du Guadalquivir actuelle, dans le sud de la péninsule.
La première information sûre date du VIIe siècle, à l'époque des Wisigoths. Le code juridique wisigoth témoigne de déplacements de troupeaux et indique que les propriétaires du bétail, lors de leurs voyages, « pouvaient faire paître leurs animaux sur n'importe quelle terre, non cultivée et non protégée par une clôture, pendant deux jours sans autorisation du propriétaire. Les routes publiques ne devaient pas être bloquées et une bande de 18 mètres devait rester dégagée de chaque côté ».
Entre 711 et 720, la péninsule ibérique est conquise par le califat omeyyade. Cette conquête musulmane introduit en terre espagnole le mouton qui donnera naissance à la race du Mérinos espagnol, ainsi que la tradition de déplacer les troupeaux ovins sur de longues distances : la transhumance.
Le 25 mai 1085, Alphonse VI de Castille reprend Tolède. À cette date, la moitié nord de l'Espagne est alors chrétienne, tandis que la moitié sud est musulmane. Avec la Reconquista, les Chrétiens reprennent petit à petit le contrôle de la Péninsule ibérique. Cette conquête militaire permet la saisie des troupeaux des régions anciennement occupées par les Musulmans. Mais en ces temps troublés, difficile d'établir des villages et des cultures, l'élevage du bétail permet de se déplacer facilement en cas de menaces des Maures. Les mouvements des troupeaux dans les nouvelles terres conquises, où la population est rare, permettent la mise en place de grandes transhumances entre le nord et le sud.

### Associations d'éleveurs et transhumances

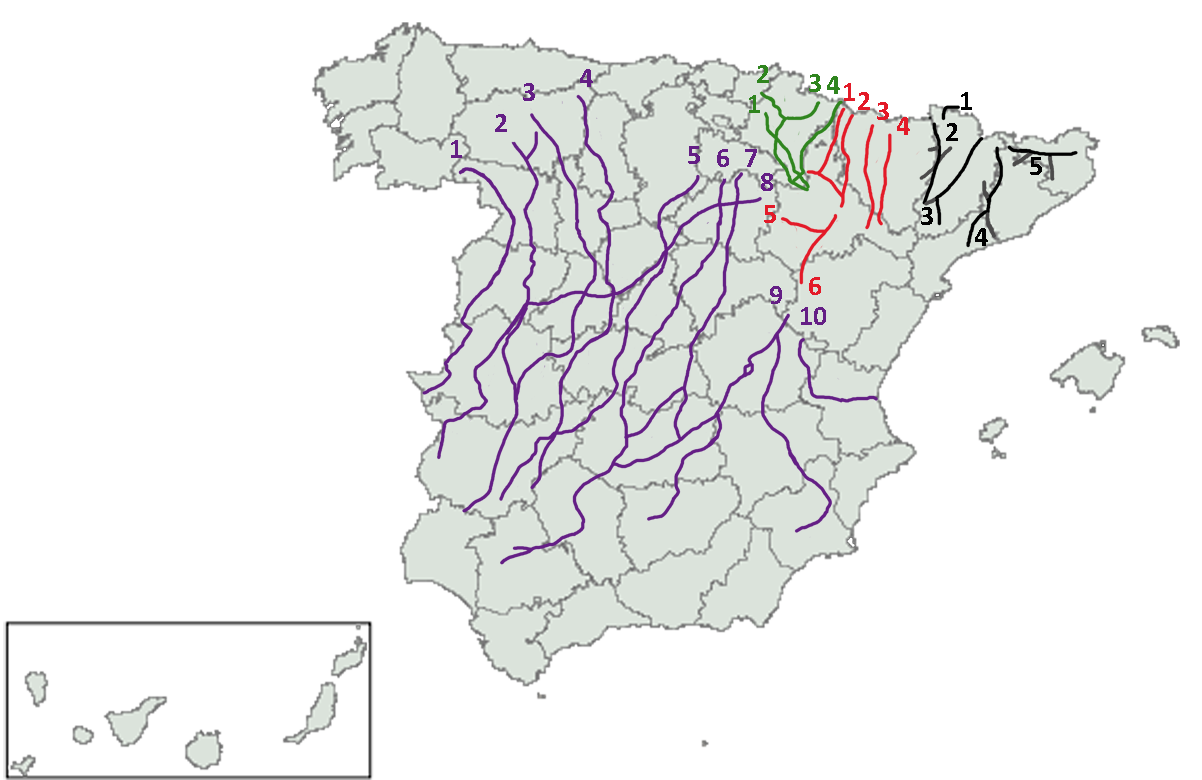
Les routes de transhumance en Espagne. En violet, la couronne de Castille ; en vert, le royaume de Navarre ; en rouge, le royaume d'Aragon ; en noir, la Catalogne.

Les premiers documents royaux qui définissent les routes de transhumances (cañadas reales en Castille) datent de 1207-1208. Plusieurs propriétaires s'allient et regroupent leurs troupeaux lors de transhumances qui traversent la péninsule, des hautes terres du nord vers les vallées du sud (Estrémadure ou Andalousie). Les plus longues transhumances se déplacent sur près de 800 km. On trouve ses routes sous divers noms selon les provinces : cabañeras en Aragon, carreradas en Catalogne, azadores reales à Valence. En effet, le regroupement des éleveurs de Castille est le plus connu, mais d'autres royaumes, régions autonomes ou villes ont leur propre association et guilde d'éleveurs qui suivent le même type d'organisation : la Casa de Ganaderos de Saragosse, le ligajo de Calatayud, la cofradia de bergers de Letux...

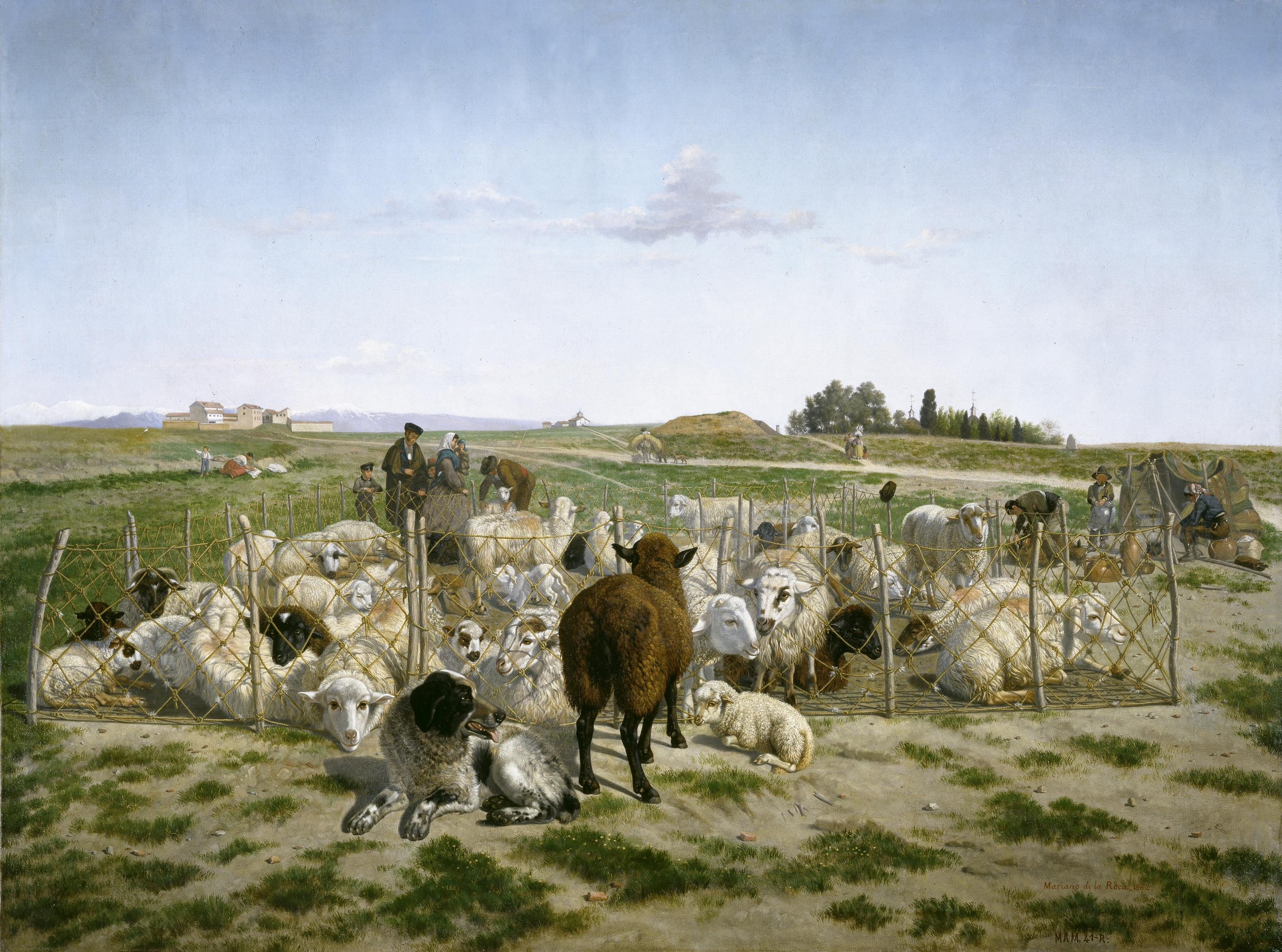
Bergers dans les environs de la Puerta de Bilbao, à Madrid par, 1862.

Les éleveurs de Castille sont déjà sous la protection du roi Alphonse X avant 1273, et ils peuvent passer sur toutes les terres (privées ou communales) sans que les paysans puissent s'y opposer. Il leur est interdit d'entraver le passage des animaux, ce qui impacte tout développement de cultures dans ces zones. En échange de ce droit, les éleveurs payent à la couronne diverses taxes (péages...). Les propriétaires se réunissent régulièrement tous les ans pour réguler la filière ovine : ils fixent ainsi un salaire uniforme pour les bergers, mais surtout ils gèrent le problème des animaux errants sans propriétaire (ou mesteños). Ces animaux sont vendus aux enchères et l'argent récolté est en général versé dans les caisses de la ville. Ces réunions sont appelées mestas (ce nom vient du mot mixta c'est-à-dire « mixte »).

### L'Âge d'or
C'est en 1273 que la Mesta (ou Honrado Concejo de la Mesta de Pastores, litt. « Honorable Assemblée de la Mesta des Bergers »), une association de propriétaires de troupeaux transhumants, est créée en Castille. D’importants privilèges et prérogatives lui sont accordés. Par exemple, dans ses privilèges, elle est exemptée de l'impôt sur le sel et la largeur des cañadas est fixée à près de 80 mètres. À cette époque, le coût et les besoins en main-d’œuvre pour l'élevage est inférieur à celui pour la culture céréalière. En outre, la faible population dans le sud du pays à la suite de la Reconquista puis de la Peste noire en 1348 offre aux éleveurs de grandes surfaces à pâturer.

Au début du XIVe siècle, la laine anglaise domine le marché européen mais en 1337 éclate la guerre de Cent Ans. La quantité de laine disponible sur les marchés européens diminue. La Flandre, grosse productrice de textile, et d'autres pays d'Europe cherchent un nouveau gros fournisseur. Avec ses grands troupeaux et une mise en place d'une sélection pour améliorer la qualité de la laine, l'Espagne devient ce fournisseur.

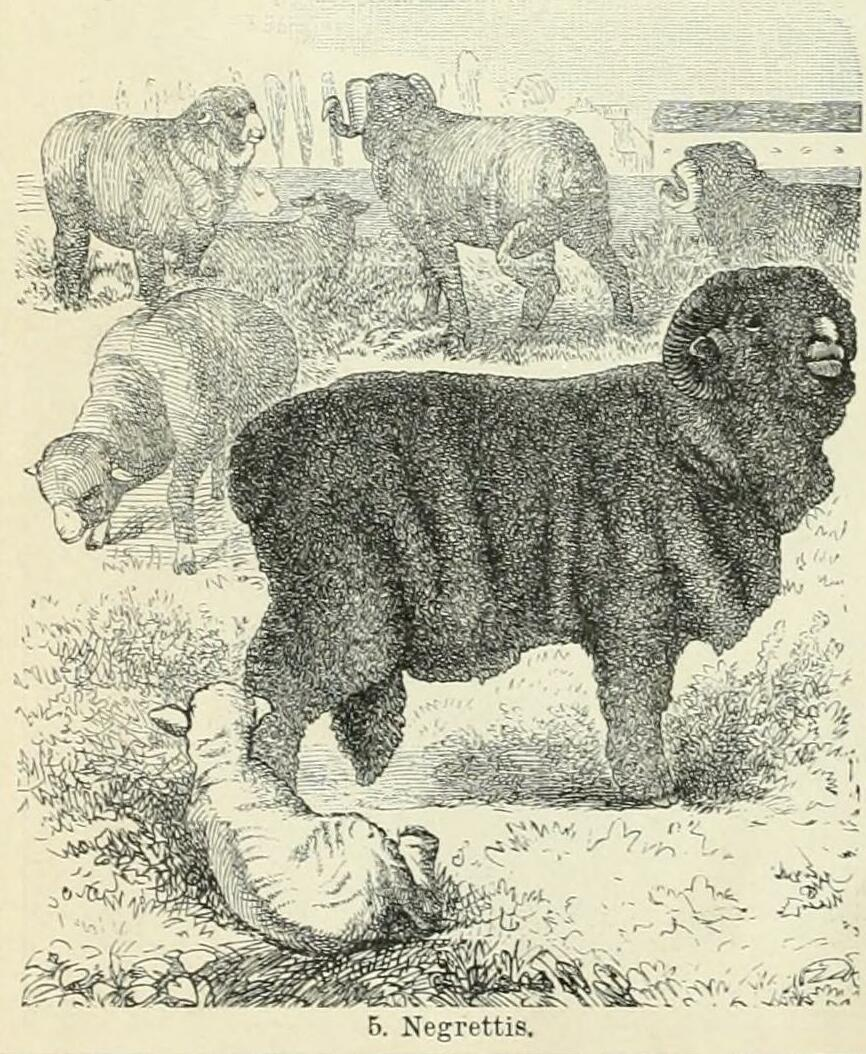
Mérinos Negretti, variété disparue de Mérinos espagnol qui participait aux transhumances (illustration de 1892).

La production de laine devient une des principales activités économiques en Castille. Pour ce commerce, la Mesta favorise le Mérinos, race à la laine fine, au détriment des races ibériques autochtones de type Churro. Les moutons churro constituent l'essentiel des petits troupeaux sédentaires de la petite paysannerie. Apprécié pour la qualité et la valeur de sa laine, le Mérinos n'est pas utilisé pour la production de viande. En outre, les longues transhumances rendent sa viande trop dure. Pour éviter toute concurrence étrangère, les Cortes interdisent l'exportation de moutons espagnols. Toute personne surprise à exporter un Mérinos est condamnée à mort,.

La tonte a lieu en été, après la transhumance de printemps pour remonter dans le nord. La laine est alors regroupée sur des marchés puis envoyée vers les usines de textiles du pays ou vers les ports pour exportation. Pour la Mesta, c'est la ville de Burgos qui centralise la production lainière de l'association.

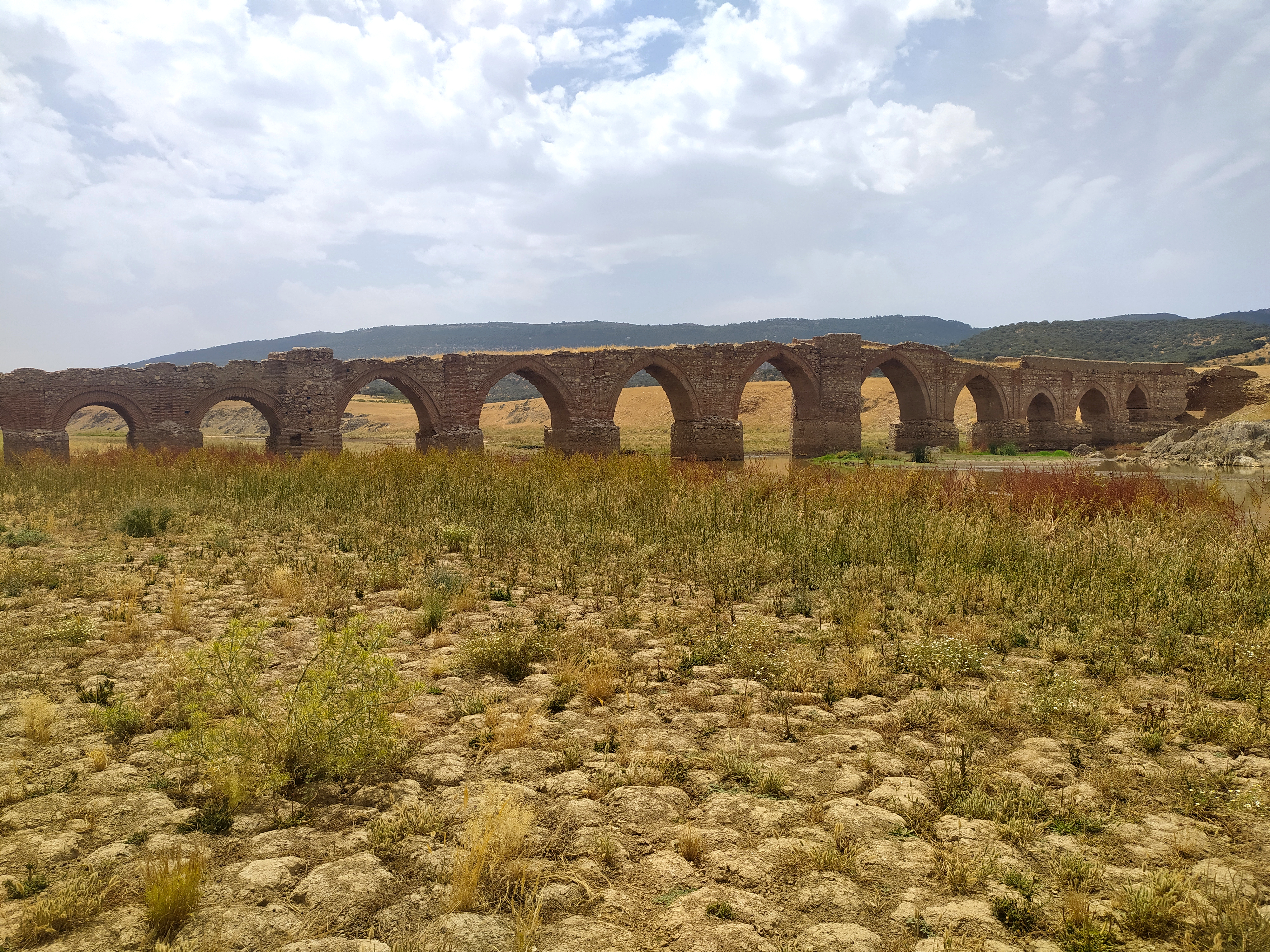
Pont de la Mesta, construit au XIVe siècle pour le passage des troupeaux (Villarta de los Montes).

Avec l'augmentation de la population, des tensions apparaissent entre éleveurs et agriculteurs, et les conflits éclatent. Le système d'élevage de la Mesta est basé sur les transhumances et donc sur le système des cañadas. Pour s'assurer qu'aucun empiètement sur leurs routes ne viennent entraver le passage des troupeaux, des gardes (entregadores) voyagent le long de celles-ci pour appliquer la justice de la Mesta. De nombreux litiges remontent jusqu'au roi et en 1489, des décrets, en faveur des éleveurs, sont émis pour interdire de retarder le passage des animaux et augmenter les amendes. Les livres de comptes dans les archives de la Mesta fournissent le nombre d'animaux regroupés dans ses grands troupeaux. À son apogée, entre 1477 et 1549, l'association gère entre 2,5 et 3 millions de têtes par an.
Des conflits éclatent aussi entre la Mesta, la noblesse et l’Église. À sa création, la Mesta s'arroge le droit de gérer les animaux errants sur l'ensemble du territoire, sans tenir compte des droits locaux. L'argent de la vente de ces animaux alimente sa propre trésorerie. Les villes, les nobles et l’Église cherchent à recouvrer ce droit sur leurs propres terres. Pour profiter de l'économie de la laine, des familles aristocratiques et des monastères montent leurs propres troupeaux : on y trouve par exemple le Duc de Béjar (en) (25 000 têtes), le Duc del Infantado, le monastère de Guadalupe et celui d'El Paular (30 000 têtes), mais aussi les troupeaux royaux de l'Escurial. Chacun réalise ses propres sélections sur ses troupeaux et créé ainsi sa propre variété de Mérinos. Le Mérinos d'El Paular avait une laine « douce, soyeuse et compacte » ; le Mérinos Infantado était un mouton « supérieur » et le Mérinos Guadalupe était « célèbre pour la qualité et la quantité de sa laine ».

Malgré les conflits, le commerce est florissant le long des cañadas. La transhumance d'automne en direction du sud coïncide avec la période des foires et des marchés. Les gardiens des troupeaux échangent cuir, laine, viande, lait et fromages en cours de route pour leurs besoins lors du voyage. Ce commerce itinérant est fortement régulé par les villes traversées. Elles s'assurent que les règles de l'association sont bien suivies, qu'il n'y ai pas de trafics (vente de mouton volé) et font payé des taxes aux bergers pour limiter la concurrence avec la production locale.

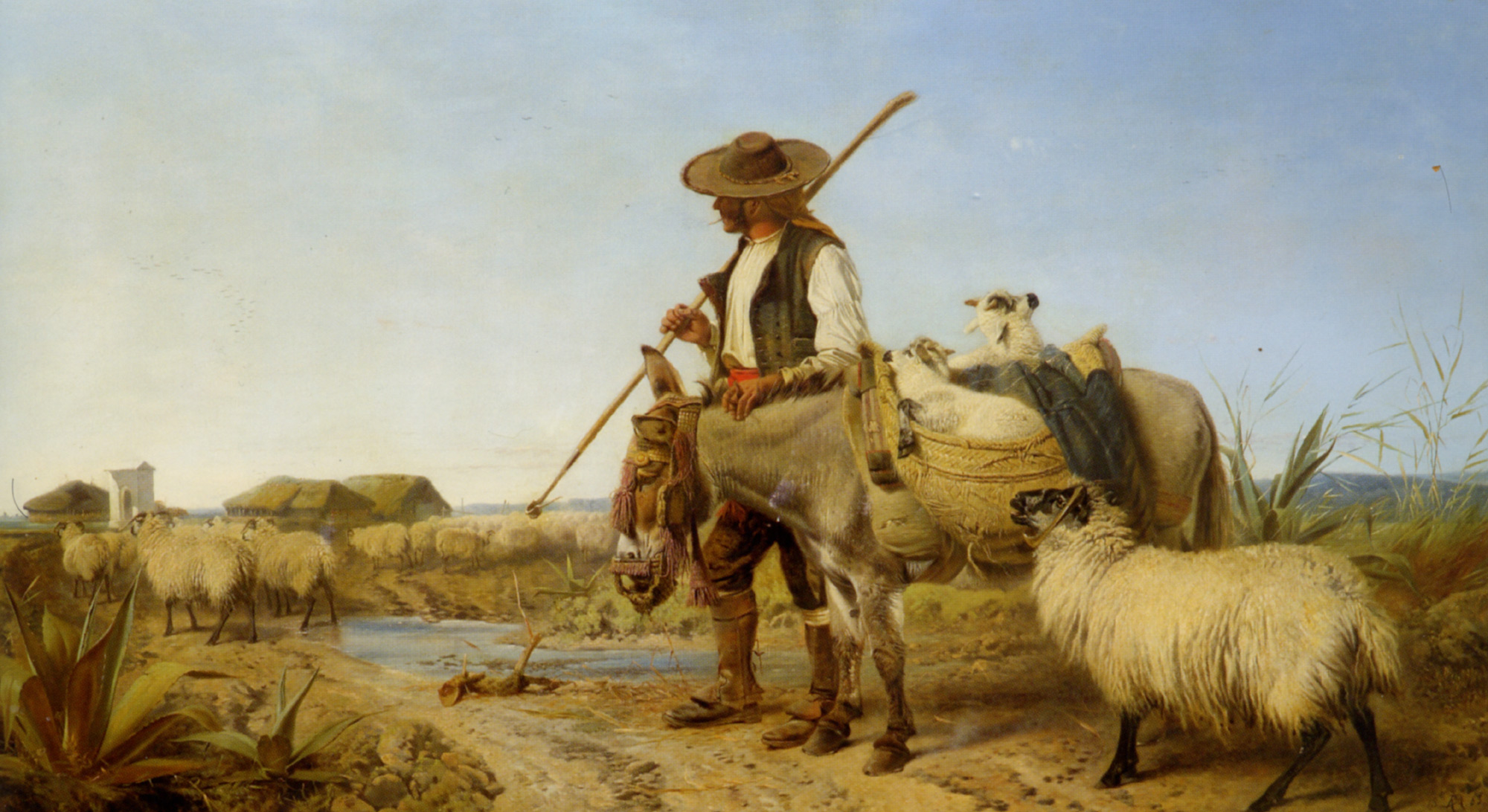
Un berger espagnol par Richard Ansdell, 1863.

Au XVe siècle, les exportations de laine doivent être limitées. L'industrie textile d'Espagne a pris de l'ampleur et son approvisionnement est prioritaire. En parallèle, de lourdes taxes limitent l'import de produits étrangers. Quand Ferdinand II d’Aragon et Isabelle Ire de Castille montent sur le trône, la politique d'export est encouragée. L'Espagne fournie plusieurs grands pays d'Europe et est implantée dans les ports de Londres, Bruges (Flandre), La Rochelle (France) et Florence (Italie). En 1492, les Juifs d’Espagne, grand groupe de commerçants très impliqué dans l'économie, sont expulsés ; les commerçants castillans doivent se réorganiser. En parallèle des exportations, le couple royal tentent d'encourager le commerce de produits issus de l'élevage sur leurs propres terres. Pour cela, en 1495, la Mesta n'a plus à payer la alcabala, une taxe sur les ventes. C'est un succès. Des ventes de moutons le long des cañadas ont lieu et augmentent au fil des ans, ce qui permet l'amélioration des troupeaux, transhumants et sédentaires.
Quand Charles V commence à régner, il continue la politique de ces prédécesseurs et privilégie la filière ovine. Il facilitera entre autres le commerce intérieur de la péninsule, en facilitant les échanges et les passages des troupeaux de la Mesta avec les royaumes voisins d'Aragon et de Navarre. Il tentera aussi de réduire la quantité de laine pouvant être exportée, mais la Mesta et la guilde des marchands de Burgos s'y opposent avec véhémence. Le roi fera finalement marche arrière.

### Déclin
Dans la deuxième partie du XVIe siècle, sous le règne de Philippe II, le commerce de la laine stagne et commence même à baisser. La puissance de la Mesta est en déclin.
Ce déclin, renforcé par les guerres et les troubles politiques, devient apparent avec les premiers exports de Mérinos. De nombreux pays profitent de l'aubaine pour tenter d'améliorer leur propre production de laine fine. Des troupeaux arrivent en Suède en 1720 puis suivent des exports vers la Saxe (1765) et la France (1786, Mérinos de Rambouillet). La Grande-Bretagne réussit également à obtenir des animaux, mais le climat humide des îles britanniques est inadapté pour la race. Les animaux seront utilisés pour coloniser l'Australie. Les premiers mérinos arrivent en Nouvelle-Galles du Sud en 1797, complété par des animaux arrivés d'Afrique du Sud,.
Au XVIIIe siècle, la population ovine espagnole est multipliée par deux. Les conflits pour l'usage des terres sont nombreux. Un décret royal de 1748 rappelle l'interdiction de transformer tout pâturage ou dehesa en champ cultivé. Cette domination de l'élevage pose problème. À la fin de ce siècle, l’État a du mal à trouver des moyens pour inciter les fermiers à développer les cultures et produire plus de nourriture.

### Fin de la Mesta et concurrence internationale

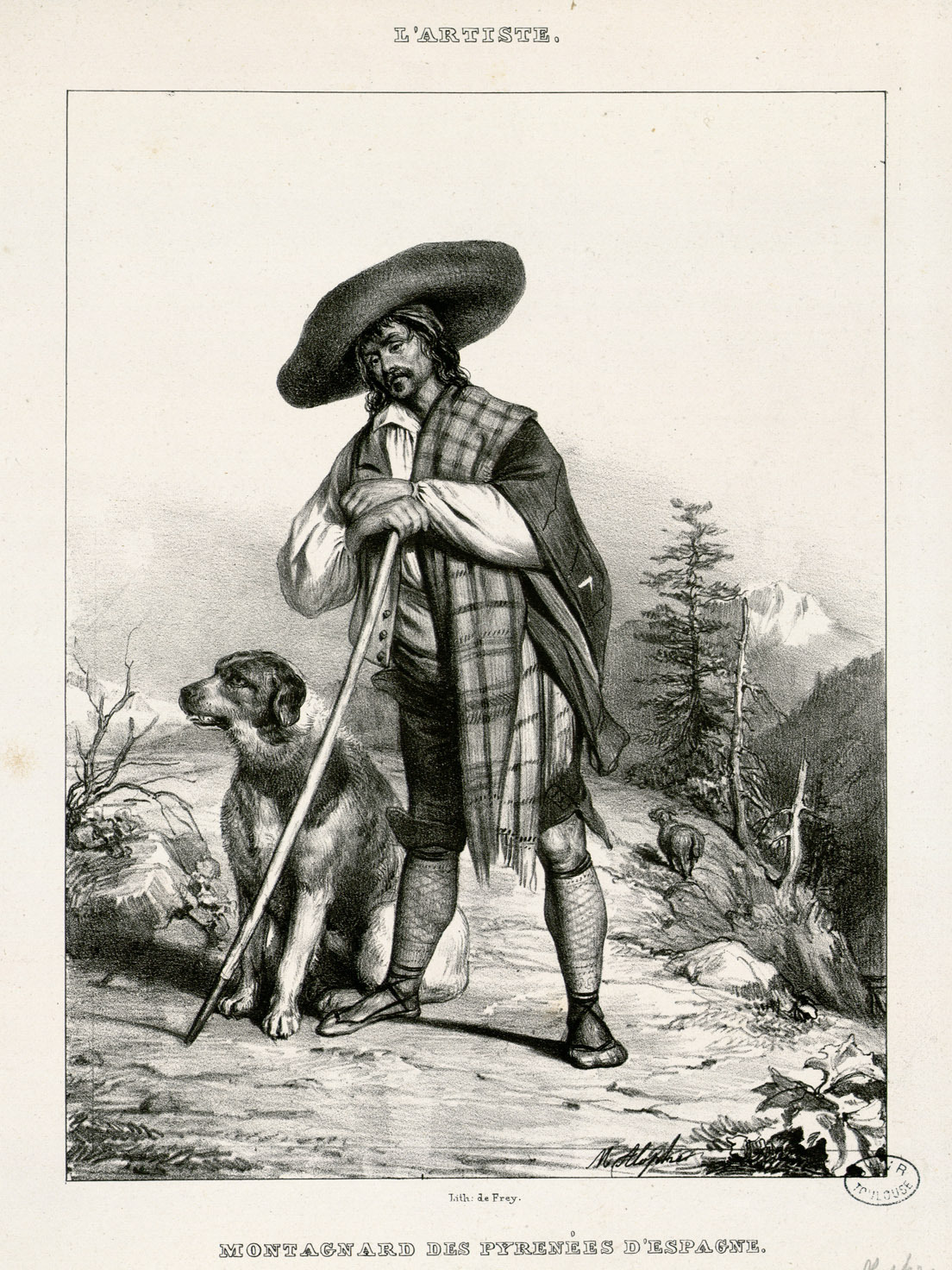
Berger et son mâtin dans les Pyrénées espagnoles, XIXe siècle.

Au début du XIXe siècle, les guerres napoléoniennes dérèglent les marchés européens et bloquent les échanges entre pays.
La guerre d'indépendance espagnole (1808-1814) est responsable de la destruction de nombreux troupeaux. La production de laine chute. Alors qu'elle représente plus de 27 % des exports du pays en 1792, ce pourcentage tombe sous les 10 % en 1827. En raison de la situation politique et pour renflouer les caisses, de nombreuses municipalités vendent leurs terrains. L'instabilité du pays pousse les paysans à ne plus respecter les cañadas, des sans-terres occupent illégalement des terrains et les taxes des seigneurs et les dîmes ne sont plus payées. Moins rentable pour la Couronne, la Mesta est affaiblie.
Dans les années 1820, quand l'Espagne peut espérer tenter de relancer le commerce extérieur de la laine, elle doit faire face à une nouvelle concurrence. Les pays qui ont pu acquérir des mérinos au siècle dernier, ont développé leur propre race issue de ceux-ci. L'Angleterre, l'Allemagne et la France exportent leur propre laine.
La Mesta est finalement dissoute en 1836. L'hégémonie dont a bénéficié cette association serait une des raisons du retard du développement de l'agriculture en Espagne. Avec sa disparition, les transhumances seront petit à petit abandonnées.
Durant la seconde moitié du XIXe siècle, marché international et commerce maritime sont en pleine extension. La production et l'industrie du coton continue son développement et son essor. Bien moins cher que la laine, il connaît un fort engouement. Dans les années 1860, la guerre de Sécession pose des problèmes d'approvisionnement pour la filière du coton. La filière lainière connaît alors un rebond mais celui-ci profitera aux nouveaux pays producteurs de laine. Les principaux sont l'Australie, la Nouvelle-Zélande, l'Afrique du Sud et l'Argentine,.

### 20esiècle: récession et relance
Au début du XXe siècle, l'Espagne est en retard dans son développement économique par rapport aux autres pays européens. En 1917, la population de moutons est divisée par trois par rapport au recensement de 1750. Malgré le long déclin de l'élevage ovin, le nombre d'animaux remonte durant la première moitié du XXe siècle.
En 1936, Francisco Franco prend le pouvoir et instaure un système autarcique.
Entre 1950 et 1975 a lieu l'exode rural. De nombreuses familles quittent la campagne pour chercher une meilleure vie dans les zones urbaines. Selon l'I.N.E., plus de 3 millions de personnes migrent durant les années 1960. La migration diminue fortement à la fin des années 1970 mais la campagne a été vidée de ses nombreux ouvriers, de ses jeunes et d'une partie des femmes.
Durant ce siècle, les producteurs de laine doivent faire face à la concurrence de nouveaux textiles synthétiques.
Dans les années 1960, la filière ovine espagnole est peu valorisée. Par exemple, en Estrémadure (plus grosse population ovine du pays), la transhumance a été peu à peu abandonnée. En 1967, seuls 10 % des animaux transhument. Jusqu'ici axé sur la production de laine, les autres produits sont peu mis en valeur. La laine, elle-même, n'est plus rentable. Cette situation est accentuée par la commercialisation réalisée. En effet, les éleveurs ne commercialisent pas leurs propres produits ; c'est un courtier qui se rend dans les fermes et impose le prix de la laine. En outre, la laine est payée au poids ; sa qualité n'est plus prise en compte. Cette situation décourage les éleveurs de toutes tentatives d'amélioration (sélection de races, amélioration de la qualité...), ce qui impacte négativement toute la filière. Les éleveurs se tournent alors vers la production de viande. En 1967, la production de viande représente 85 % des recettes que l'éleveur tire de son troupeau.
L'année 1975 marque la fin du franquisme mais ce changement politique est suivi par le choc pétrolier de 1979 qui pousse de nombreuses filières a se remettre en question. Après la récession des années 1970, l’État cherche à relancer l'agriculture et l'élevage. Cette relance sera axée sur la production de viande et de lait.

Nombre de têtes, par province, lors du recensement de 1999 :
- 100 000
100 000 - 400 000
400 000 - 800 000
+ 800 000

En 1980, parmi les moyens instaurés par l’État espagnol pour lutter contre la dépopulation des campagnes, des aides financières sont mises en place pour soutenir et relancer la filière ovine. Une prime est versée par animal. À cette époque, 80 % des exploitations recensées se trouvent dans des zones défavorisées. Le but est d'y maintenir l'activité en donnant à l'éleveur un niveau de vie décent, en soutenant la production et rentabilisant les exploitations. En parallèle, un programme pour moderniser la production de lait est instauré.
À la fin des années 1990, des éleveurs relancent les transhumances en Espagne. Le but est de remettre en état les cañadas abandonnées pour créer des couloirs écologiques (transport des graines par les animaux, apport de fumier), mais aussi diminution du combustible pour limiter le risque des grands feux de forêts... C'est également un avantage pour les éleveurs qui doivent faire face aux changements climatiques, changements qui entraînent un investissement plus lourd pour l'entretien d'un troupeau sédentaire (sécheresse, augmentation des prix de la nourriture).

### 21esiècle: modernisation et nouveaux défis
Au XXIe siècle, une professionnalisation progressive du secteur a lieu. La production de laine est reléguée en arrière plan et une spécialisation dans la production de viande d'agneaux et du lait s’approfondit dans les zones où il existe une production de fromage renommé.
En 2005, la population ovine du pays s'élève à 23 millions de têtes ; mais dans les années qui suivent, la population chute drastiquement pour atteindre 15.4 millions de têtes en 2014, chiffre qu'elle maintient depuis lors en oscillant entre 15 et 16 millions. En 2020, malgré cette chute, l'Espagne reste le premier pays de l'Union européenne en termes de population ovine, juste devant la Roumanie, la Grèce et la France.
En 2005, cinq communautés autonomes concentrent plus de 70% des 23 millions de têtes qui composent la population ovine du pays : Estrémadure (4.5 millions), Castille et Léon (4 millions), Castille-La Manche (3.6 millions), l'Andalousie et l'Aragon (3.14 millions chacune). En 2020, ces cinq communautés restent en tête du classement.
Cette baisse de la population ovine coïncide avec une modification des aides attribuées aux éleveurs. En 2006, la P.A.C. évolue et l'aide est « découplée », c'est-à-dire qu'il n'y a plus de liens entre le montant de l'aide et la production de l'exploitation. Quatre ans plus tard, l’État espagnol réduit aussi l'enveloppe des aides (divisées par 2 et modifications des conditions d'octroi). En 2010 et 2011, ayant moins de visibilité sur leur avenir financier, de nombreux éleveurs abandonnent et font abattre leurs troupeaux.
Cette diminution du nombre d'animaux montre bien le lien étroit entre l'élevage ovin et les différentes aides. En outre, bien que le prix de la viande d'agneau reste stable en ce début de siècle, les charges pour entretenir les troupeaux sont en constante augmentation. Les éleveurs doivent faire face à de nouveaux défis avec des coûts de production élevés en Europe.
À ces soucis de rentabilité, s'ajoute la menace des grands prédateurs. Contrairement à de nombreux pays d'Europe, l'ours et le loup n'ont jamais disparu du pays. L'ours est strictement protégé en 1973 ; la même année, le loup perd son statut d'« espèce nuisible ». Depuis, leurs populations augmentent lentement, ainsi que le nombre des attaques. Le principal responsable des attaques sur les moutons reste le loup et en 2016, plus de 2,2 millions d'euros de dégâts sont signalés.

## Dans les archipels

### Îles Baléares
Malgré le développement de l'économie liée au tourisme, les Îles Baléares ont réussi à conserver une agriculture bien présente sur ses îles. Les moutons représentent une portion importante du bétail. Ainsi, sur Majorque, les ovins représentent 53 % des animaux d'élevage en 1934, et dans les années 1950, la part monte à 63 %. En 2021, l'élevage ovin des Îles Baléares est principalement axé sur la production de viande.

### Îles Canaries
Les Îles Canaries sont conquises par les Espagnols au XVe siècle. À cette époque, le bétail est composé de moutons, de chèvres et de cochons. Le mouton indigène est un mouton à poils élevé principalement pour sa viande et son cuir : le Canaria de Pelo. Avec la colonisation des îles, de nouvelles races sont importées pour créer une race laitière couverte de laine. Avec l'introduction de nouveaux animaux, le Canaria de Pelo disparaît. Selon les sources, sa disparition a lieu dès le XVIIe siècle, pour d'autres c’est au XIXe siècle au plus tard. Au début du XXIe siècle, un « nouveau » Canaria de Pelo est présent sur les îles de Tenerife et de La Palma. Ce nom est donné à des Pelibüey importés du Venezuela.
En 2021, les Îles Canaries sont la communauté autonome ayant la plus petite population de brebis reproductrices du pays (0,2 %). Les deux tiers sont destinées à la production laitière et le reste à la viande d'agneau.

## Races
En 2022, le catalogue officiel des races du Ministère de l'Agriculture recense 51 races ou variétés ovines sur le territoire national (45 autochtones et 6 importées).

### Mérinos

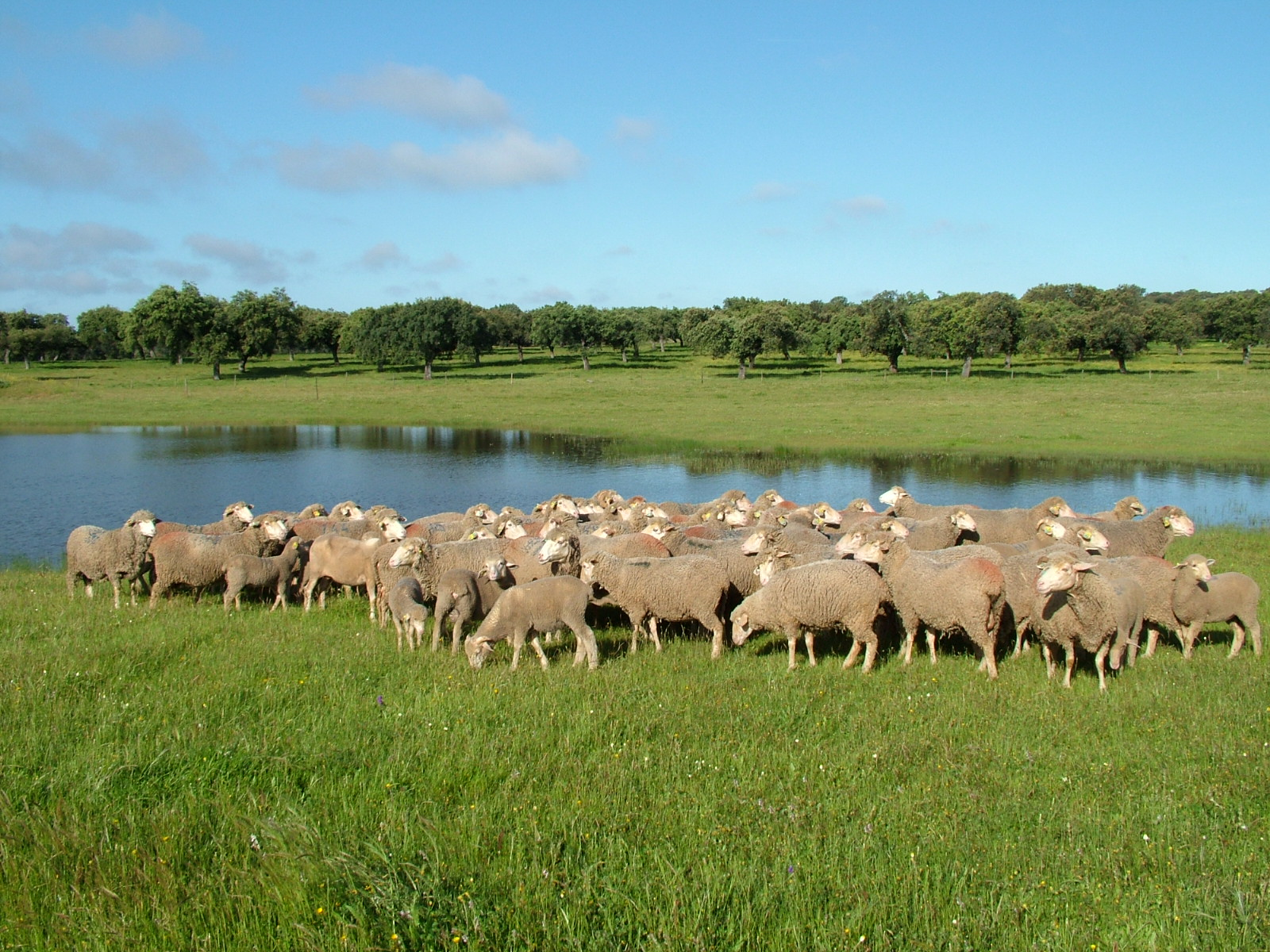
Brebis Mérinos en Estrémadure.

Le Mérinos (espagnol : merina ; anglais : merino) est la race ovine espagnole la plus connue. Elle est intimement liée à l'histoire économique du pays avec le commerce de la laine. Amenée en Espagne lors de la conquête musulmane, le nom de merino ne sera employé en Castille qu'à partir du XVe siècle. La laine est citée sur les documents d'époque comme de la lana merina, mais le nom reste peu usité. Il ne sera vraiment employé que bien plus tard, à partir du XVIIe siècle. Son appellation viendrait du nom d'une tribu berbère, les Mérinides. Longtemps protégée par l'Espagne, la race est exportée à partir du XVIIIe siècle. De nombreux pays réaliseront alors leur propre sélection et acclimatation pour créer leur propre race de Mérinos. Alors qu'au Moyen-Âge, le nom de Mérinos évoque la race de mouton espagnole ; à l'époque contemporaine, ce nom décrit un groupe de races et variétés de moutons descendant du Mérinos espagnol.

### Autres races
Parmi les autres races, la Churra (Castille-et-León) et la Manchega (La Manche) sont parmi les plus communes. Les deux sont principalement utilisées pour la production laitière ; la Manchega est connue pour son fromage, le Manchego.
Des races plus confidentielles sont en danger d'extinction comme la Aranesa du Val d'Aran, la Churra lebrijana du Bas Guadalquivir ou la Palmera de La Palma.

## Production et commerce
La production de l'élevage ovin espagnol est surtout axé sur la production de viande d'agneau : en 2022, 80% des exploitations enregistrées se destinent à cette activité. Alors que les exploitations mixtes ou destinées à la production laitière sont en légère diminution constante ces dernières années, celles pour la viande se maintiennent. La plupart des communautés autonomes produisent essentiellement de la viande ; seules six (sur les dix-sept) ont également développé la production laitière : Castille-La Manche, Communauté de Madrid, Castille-et-Léon, Pays basque, Navarre et les Îles Canaries. Depuis la fin des années 2010, la filière ovine améliore sa traçabilité et sa transparence pour pouvoir développer ses exportations et approvisionner les marchés à l’international.

### Production de viande
Après avoir augmenté, des années 1980 jusqu'au début des années 2000, pour atteindre un maximum de 237 000 tonnes produites en 2002, la production de viande ovine (plus particulièrement de la viande d'agneau) chute brutalement entre 2003 et 2009. Depuis les années 2010, elle stagne pour atteindre 121 000 tonnes en 2021.
La consommation de viande ovine sur le territoire national est en diminution (divisée par 2 entre 2010 et 2021). Les Espagnols consomment principalement ce type de viande pendant les fêtes régionales ou religieuses ; la consommation la plus forte a lieu pendant les fêtes de Noël,. En parallèle, les exportations de viande augmentent. Les principaux importateurs sont la France, l'Italie et le Qatar.
La production de viande biologique représente moins de 10 % de la production nationale. Plusieurs Indications géographiques protégées (IGP) reconnaissent la qualité de la viande d'agneau. Les principales, en termes de production, sont le Ternasco de Aragón (46,1 %), le Lechazo de Castilla y León (agneau de lait, 22,8 %) et le Cordero de Extremadura (14,2 %).

### Production laitière

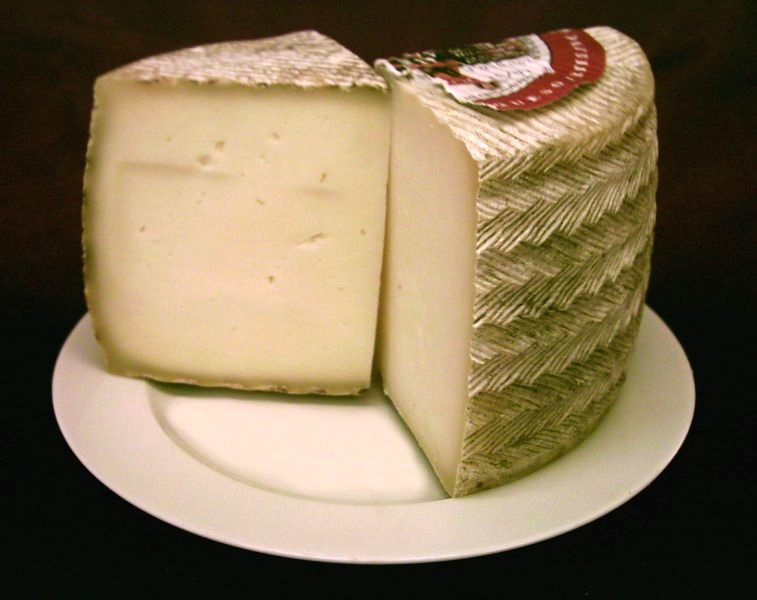
Fromage de brebis Manchego.

Entre 2007 et 2021, la production de lait de brebis est passée d'une valeur annuelle de 323,3 millions € à 524,3 millions € et représente alors 15 % de la valeur du marché espagnol de la production laitière — derrière la production du lait de vache (74 %) et devant le lait de chèvre (11 %). Malgré ces chiffres, le nombre d'exploitations destinées à ce type de production est en baisse constante depuis 2009. Au niveau de l'Europe, l'Espagne fait partie des principaux producteurs, ayant fourni, en 2020, 589 000 tonnes de lait de brebis. La même année, elle est le 5e producteur dans le monde derrière la Chine, la Turquie, la Grèce et la Syrie.
En ce qui concerne la fabrication de fromages au lait de brebis, après avoir augmenté depuis 2011, la production stagne ces dernières années pour représenter 15 % de la quantité de fromages produite du pays. Les fromages Mezcla (mélange de plusieurs laits : vache, brebis et chèvre) représente 30 %. Une partie des fromages sont exportés. En Europe, les principaux clients sont la France, l'Italie et le Portugal. À l'international, les États-Unis sont les principaux importateurs.
Parmi ces fromages, plusieurs sont classés en A.O.P. comme le Manchego, le Roncal, le Zamorano ou le Torta del Casar.

### Production de laine
Devenue production secondaire, l'Espagne exporte et importe de la laine. En 2021, 18 000 tonnes ont été exportées principalement vers la Chine et le Maroc. La laine importée (9 000 tonnes) provient de l'Italie, du Portugal et du Royaume-Uni.

## Élevage ovin et prédateurs

### Loup

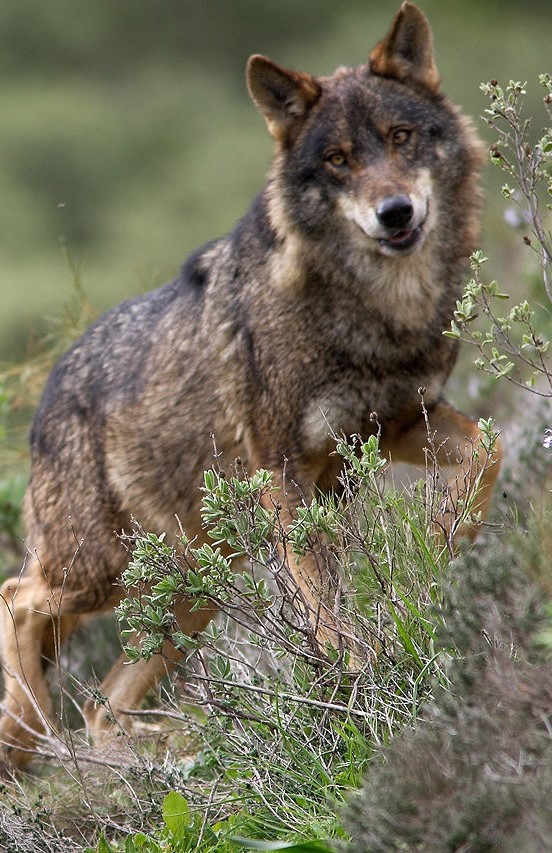
Loup ibérique.

Présent dans toute la péninsule ibérique jusqu'au début du XXe siècle, le loup ibérique (Canis lupus signatus), sous-espèce endémique, est chassé et persécuté par l'Homme jusqu'à frôler l'extinction dans les années 1970. Jusqu'en 1973, l'espèce est classée « espèce nuisible ». Depuis la mise en place de moyens de protection, la population de l'animal augmente doucement depuis le début du XXIe siècle. Chaque communauté autonome est responsable de la gestion de l'espèce sur son territoire. Pour protéger l'élevage, le loup était considéré comme espèce cynégétique au nord du fleuve Duero, lieu où la population est la plus importante, et un quota de tirs était autorisé chaque année. Cette chasse est finalement interdite en septembre 2021 et le statut de l'espèce est uniformisé sur l'ensemble du territoire national. La plus grande partie de la population est présente en Castille-et-León, Galice, Cantabrie et Asturies,,.
En 2019, sa population est estimée à 300 meutes (entre 1 500 et 2 700 individus) ; les deux tiers se concentrant en Castille et Léon (plus grosse population ovine du pays après l'Estrémadure),.
Avec l'augmentation de la population de loups, le nombre d'attaques sur le bétail est également en augmentation. Le petit bétail (moutons et chèvres) est particulièrement vulnérable aux attaques. L'élevage extensif pratiqué par les éleveurs ne facilite pas la défense des troupeaux. Parmi les solutions de défenses employées, deux sont surtout utilisées : la mise à l'abri du troupeau pendant la nuit derrière des clôtures électriques et l'utilisation de chiens de protection (mâtin des Pyrénées et mâtin espagnol),.
En 2016, sur les huit communautés autonomes concernées, 4 650 attaques sont recensées pour plus de 2,2 millions d'euros de dégâts. La plus grande partie des attaques touchent les ovins. Le remboursement des pertes aux éleveurs varie selon la communauté autonome : chacune à son délai de paiement ; des preuves sont plus ou moins demandées lors du dépôt du dossier ; le prix remboursé par tête de bétail varie,,. Des tentatives de fraudes aux indemnités sont aussi tentées par quelques éleveurs.
Au début des années 2000, le loup d'Italie (Canis lupus italicus) est repéré en Catalogne.

### Ours

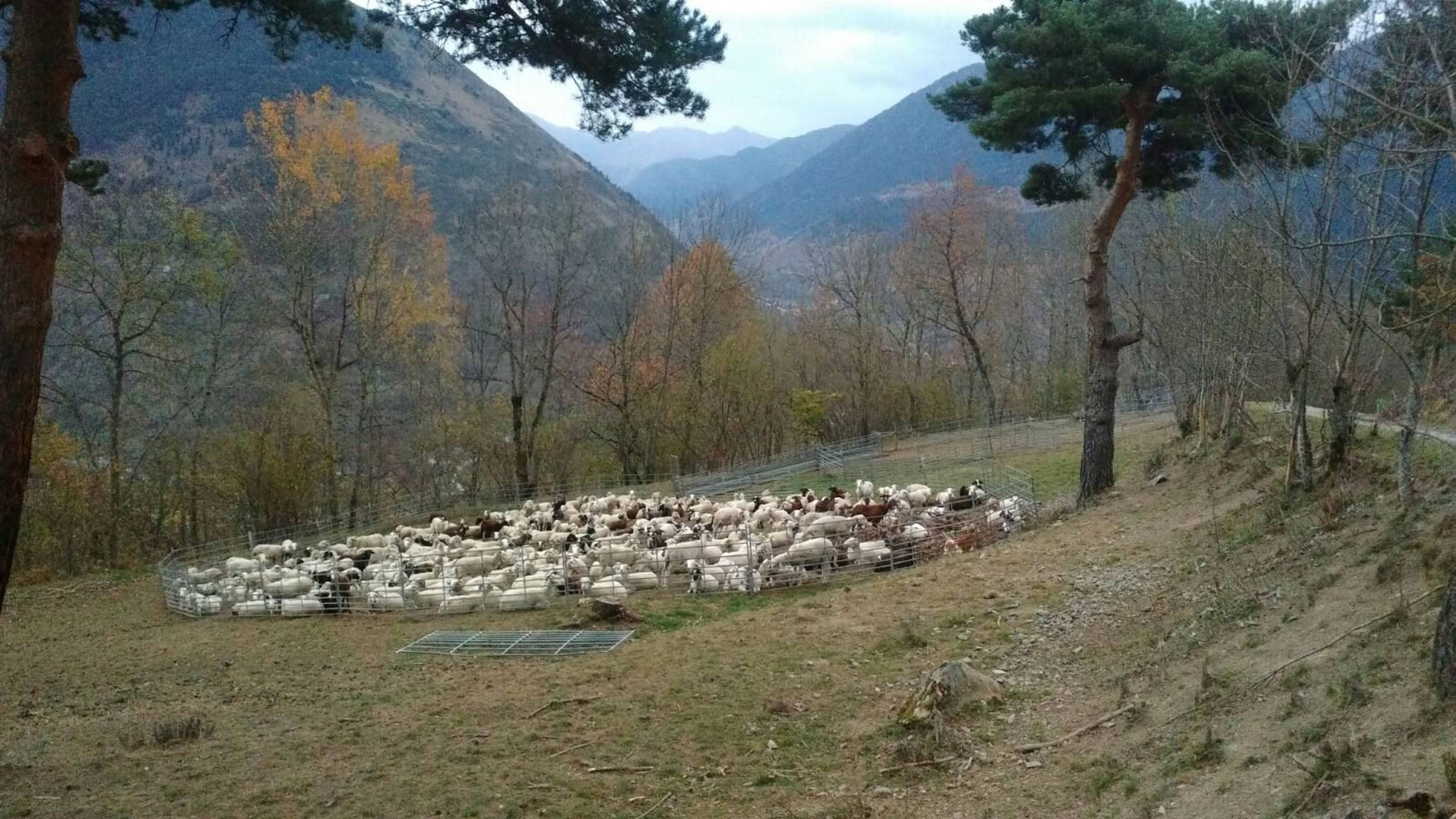
Troupeau de moutons regroupé derrière une clôture électrique pour prévenir une attaque d'ours dans les Pyrénées (2018).

En Espagne, l'ours brun (Ursus arctos arctos) est protégé sur l'ensemble du territoire depuis 1973. Deux populations distinctes sont présentes dans le nord du pays.
Une première se situe dans la cordillère Cantabrique (Asturies, Castille-et-León, Cantabrie). Elle est estimée à 330 individus en 2019 et elle est en constante augmentation. Les dégâts sur le bétail restent rares et ne concernent pas les moutons, absents de la cordillère Cantabrique. Les pertes sont intégralement remboursées grâce à un financement européen.
On trouve la seconde plus à l'est, dans les Pyrénées, à cheval avec la France. En 2021, elle est estimée à 70 individus. En Espagne, les animaux sont présents en Aragon, en Catalogne et en Navarre. Bien que la population augmente petit à petit, les attaques de bétail attribuées à l'ours, côté espagnol, ont stagné et sont même en diminution depuis 2018. Seules 30 attaques ont été recensées en 2021. Mais cette présence est moins bien acceptée par les éleveurs que ceux des monts Cantabriques. En 2019, une série d'attaques sur moutons et chevaux par deux ours slovènes lâchés côté français (Goiat et Claverina) excède les éleveurs. La fatigue et les pertes financières (peu ou pas remboursées) les poussent à manifester pour exiger le retrait des « ours à problèmes »,.

#### Ouvrages
- (en) Julius Klein, The Mesta: A Study in Spanish Economic History, 1273-1836, Harvard University Press, 1920, 444 p. (lire en ligne [PDF])
- (en) James Simpson, Spanish Agriculture. The Long Siesta, 1765–1965, Cambridge Studies in Modern Economic History, 1995, 316 p. (ISBN 0-521-49630-6)
- (en) Carla Rahn Phillips et William D. Phillips, Spain's Golden Fleece: Wool Production and the Wool Trade from the Middle Ages to the Nineteenth Century, Johns Hopkins University Press, 1997, 441 p. (ISBN 9780801855184)

#### Articles
- Yves Baticle, « L'élevage ovin en Estremadure », Revue géographique des Pyrénées et du Sud-Ouest. Sud-Ouest Européen, vol. 38,‎ 1967, p. 259-278 (lire en ligne )
- Michel Omer, « L'élevage ovin dans le Campo de Montiel (Ciudad Real) », Mélanges de la Casa de Velázquez, vol. 12,‎ 1976, p. 415-446 (lire en ligne )
- Guy Lemeunier, « Les Estremeños, ceux qui viennent de loin: contribution à l'étude de la transhumance ovine dans l’État Castillan (XVI-XIX siècles) », Mélanges de la Casa de Velázquez, vol. 13,‎ 1977, p. 321-359 (lire en ligne )
- (en) Manuel Rodriguez R. Zuniga et Rosa Soria Gutierrez, « Recent developments in Spanish sheep farming », European Review of Agricultural Economics, vol. 5, no 1,‎ mars 1978, p. 51–69 (DOI 10.1093/erae/5.1.51)